# Heliconius hyperblea
Heliconius hyperblea är en fjärilsart som beskrevs av Dyar 1913. Heliconius hyperblea ingår i släktet Heliconius och familjen praktfjärilar. Inga underarter finns listade i Catalogue of Life.